# Hans-Joachim Kracht
Hans-Joachim Kracht (* 15. September 1940 in Köln) ist ein deutscher Historiker, Theologe und Journalist.

## Leben
Hans-Joachim Kracht legte 1961 am Apostelgymnasium in Köln das Abitur ab. Danach studierte er Theologie, Geschichtswissenschaft, Germanistik, Pädagogik, Philosophie und Publizistik in Bonn, Köln, Rom und Münster. Seit 1967 ist er Mitglied der katholischen Studentenverbindung KDStV Rheinland Köln. Später wurde er noch Mitglied der KAV Capitolina Rom.
Von 1967 bis 1969 war er Assistent von Professor Eduard Hegel. Von 1969 bis 1973 leitete er die Ausbildung von Entwicklungshelfern und betreute Entwicklungshilfeprojekte. 1971 wurde er zum Dr. theol. promoviert und arbeitete als Wissenschaftlicher Assistent an der Universität Köln (1973–1977). Auf Wunsch von Joseph Kardinal Höffner übernahm Kracht das Amt eines Archivoberrats am Historischen Archiv des Erzbistums Köln um die Causa Adolph Kolping in Rom fortzuführen (Seligsprechung: 27. Oktober 1991).
Danach ging er zur Zeitung Osservatore Romano als Chefredakteur der Wochenausgabe in deutscher Sprache. 1998 wurde er zum Konsultor der Kongregation für die Selig- und Heiligsprechungenen berufen und 2001 als Chefredakteur des Osservatore pensioniert.
2005 wurde er erneut zum Konsultor berufen. Er engagierte sich in den Causen Anna Maria Tauscher van den Bosch (1855–1938), Gründerin der Karmelitinnen vom Göttlichen Herzen Jesu (DCJ) (Seligsprechung: 13. Mai 2006) und Rosa Flesch (1826–1906), der Gründerin des Ordens der Franziskanerinnen von der allerseligsten Jungfrau Maria von den Engeln (Waldbreitbacher Franziskanerinnen) [Seligsprechung: 4. Mai 2008].
Kracht veröffentlichte Werke zur Geschichte der Arbeiterbewegung im Rheinland und zu Adolph Kolping. Er war Herausgeber und Bearbeiter des kölnischen Heiligen- und Reliquienverzeichnisses von Jakob Torsy. Dessen Großen Namenstagskalender, der 2002 erschien, unterzog er einer Überarbeitung. Zudem veröffentlichte er Zeitschriftenaufsätze und Zeitungsartikel. Zuletzt veröffentlichte er ein Lexikon der Kardinäle 1058–2010 in acht Bänden.

## Veröffentlichungen
Autor
- Lexikon der Kardinäle 1058–2010, unter Mitarbeit von Pamela Santoni, (Libelli Rhenani 45), Band 1, Köln 2012, ISBN 978-3-939160-37-3- bisher: 6/1: Buchstabe L, Köln 2017, ISBN 978-3-939160-77-9
- Geschichte der Benediktinerabtei St. Pantaleon in Köln 950–1250 In: Studien zur Kölner Kirchengeschichte Band 11, Schmitt, Siegburg 1975, ISBN 3-87710-067-8 (Zugleich Dissertation an der Universität Münster (Westfalen), Fakultät Katholische Theologie, 1969/70).
- Adolph Kolping: Sozialpädagoge und Erwachsenenbildner. In: Kölner Biographien. Band 9, Nachrichtenamt d. Stadt Köln, Köln 1977.
- Erwachsenenbildung und Sozialarbeit im Kölner Gesellenverein (1849–1965). In: Annalen des historischen Vereins für den Niederrhein. Band 177 (1975).
- Adolph Kolping – Bilder aus Rom. In: Adolph-Kolping-Schriften. Kölner Ausgabe Band. 6, 1986.
- Adolph Kolping. Priester, Pädagoge, Publizist im Dienst christlicher Sozialreformen. Leben und Wirken aus den Quellen dargestellt, Herder, Freiburg in Breisgau / Basel / Wien 1993, ISBN 3-451-21327-3.
- Vivere la fede in comunità. Il beato Adolph Kolping e la sua spiritualità, (Quaderni de 'l'Osservatore Romano' 56), Città del Vaticano 2001, ISBN 88-86811-44-6.

Herausgeber
- Adolph Kolping: Dokumente, Tagebücher, Gedichte. Mit einem Geleitwort von Eduard Hegel. In: Adolph-Kolping-Schriften. Kölner Ausgabe Band 1, Kolping-Verlag, Köln 1975, ISBN 3-921425-00-X.
- Mit Jakob Torsy, Philipp Harnoncourt: Der große Namenstagskalender: 3900 Namen und 1700 Lebensbeschreibungen der Heiligen und Namenspatrone. (In Verbindung mit der Zeitschrift Gottesdienst hrsg. von den Liturgischen Instituten Salzburg, Trier, Zürich), völlig neu überarbeitete und ergänzte Ausgabe, Herder, Freiburg in Breisgau / Basel / Wien 2008 (Erstausgabe 1997), ISBN 978-3-451-32043-9 (mit CD-ROM).
- Mit Jakob Torsy: Reliquiarium Coloniense. In: Studien zur Kölner Kirchengeschichte. Band 34, Siegburg 2003, ISBN 3-87710-450-9.
- Johannes Paul II. Vermächtnis und Visionen. Benno, Leipzig 2003, ISBN 978-3-7462-1860-1 (mit CD-ROM 9: Sinfonie von Ludwig van Beethoven),
  - dasselbe: Mit einer Würdigung von Papst Benedikt XVI (ohne CD-ROM), Leipzig 2005
- Mit Wolfgang W. Scherer: Rosa Flesch – Leidenschaft für die Menschen, Band 1.: Margaretha Rosa Flesch – Leben und Wirken, 1. Auflage, Paulinus, Trier 2005, ISBN 3-7902-0332-7 (Biographie der Mutter Rosa (Margaretha) Flesch (1826–1906) Gründerin der Franziskanerinnen von Waldbreitbach).
- Mit Wolfgang W. Scherer: Rosa Flesch – Leidenschaft für die Menschen, Band 2.: Dokumente, Paulinus, Trier 2008, ISBN 978-3-7902-0334-9
- Mit Wolfgang W. Scherer: Rosa Flesch – Leidenschaft für die Menschen, Band 3.: Dokumente – Niederlassungen – Schwestern – Statistik – Register, Paulinus, Trier 2008, ISBN 978-3-7902-0335-6
  - alle drei Bände mit DVD: ISBN 978-3-7902-1625-7